# Don César de Bazan
Don César de Bazan è un opéra-comique in quattro atti di Jules Massenet su libretto francese di Adolphe d'Ennery, Dumanoir e Jules Chantepie, basato sul dramma Ruy Blas di Victor Hugo. Fu eseguita per la prima volta all'Opéra-Comique di Parigi il 30 novembre 1872.

## Storia
Fu la prima opera di Massenet a lunghezza piena ad essere prodotta, dopo che era stata montata La grand'tante in un atto cinque anni prima dalla stessa compagnia. Don César de Bazan non fu un successo e sarebbero passati altri cinque anni, con la prima di Le Roi de Lahore nel 1877, prima che Massenet raggiungesse il suo posto tra i più importanti compositori del suo tempo.
Don César de Bazan fu inizialmente eseguito 13 volte all'Opéra-Comique. Dopo l'incendio della Salle Favart, quando le parti furono perse, Massenet creò una nuova versione dalla partitura vocale e questa fu eseguita a Ginevra nel 1888, poi ad Anversa, a Bruxelles, nelle province francesi, al Gaîté-Lyrique nel 1912 e a L'Aia nel 1925. L'Entr'acte orchestrale dell'Atto 3, intitolata "Sévillana" nel 1895 fu adattata come pezzo forte del soprano di coloratura solista, sulle parole appositamente scritte da Jules Ruelle ("À Séville, Belles Señoras"). Sebbene questa canzone venga ancora regolarmente eseguita, non fa parte della partitura lirica.
Una ripresa moderna ebbe luogo in diverse città francesi nel 2016, quando i Frivolités Parisiennes misero in scena una nuova produzione tra cui un'apparizione al Théâtre de la Porte Saint-Martin, diretta da Mathieu Romano.

## Ruoli
| Ruolo                                                                           | Registro voce | Cast della prima, 30 novembre 1872 (Direttore: Adolphe Deloffre) |
| ------------------------------------------------------------------------------- | ------------- | ---------------------------------------------------------------- |
| Maritana                                                                        | soprano       | Marguérite Priola                                                |
| Lazarille, un ragazzo                                                           | mezzosoprano  | Célestine Galli-Marié                                            |
| Charles II of Spain                                                             | tenore        | Paul Lhérie                                                      |
| Don César de Bazan                                                              | baritono      | Jacques Bouhy                                                    |
| Don José de Santarém                                                            | baritono      | Neveu                                                            |
| Capitano della guardia                                                          | basso         | François Bernard                                                 |
| Uomini e donne del popolo, Soldati, Archibugieri, Signore e Signori della Corte |               |                                                                  |

## Trama
Don César è un povero aristocratico spagnolo che combatte un duello per salvare Lazarille da un crudele capitano. Dal momento che un editto reale vieta il duello durante la Settimana Santa, Don César viene arrestato e condannato a morte per impiccagione. Nella cella della prigione viene a fargli visita da Don José de Santarém (un ministro del re Carlo II) che ama la regina, che a sua volta respinge il suo amore a meno che il re non si sia dimostrato infedele. Carlo II è innamorato di Maritana, una cantante di strada, alla quale non può avvicinarsi a causa della sua bassa condizione sociale. Don José pianifica quindi che Maritana sposerà il condannato prima della sua esecuzione, rendendola così la contessa di Bazan. Senza spiegare il suo piano, promette a Maritana ricchezze e status e commuta la pena del suo amico Don César in pena di morte mediante plotone di esecuzione e protezione per il ragazzo Lazarille. Il matrimonio ha luogo e poi l'esecuzione. La vedova viene scortata al palazzo di San Fernando per imparare le maniere cortesi, avendo la certezza che suo marito tornerà presto dall'esilio. Ma il re viene a trovarla, sostenendo di essere Don Cesare, Maritana dice che non può amarlo. Prima che Carlo II possa costringerla a stare con lui, entra Don César ed si scopre che Lazarille aveva rimosso i proiettili dai moschetti. Don César è nominato governatore di Granada dal re e vive felicemente da allora in poi con la sua bellissima moglie.